# Železniško postajališče Dornberk
Železniško postajališče Dornberk je eno izmed železniških postajališč v Sloveniji, ki oskrbuje bližnji naselji Dornberk in Draga, kjer se pravzaprav nahaja. Dornberk oskrbuje tudi postajališče Dornberk vas na progi med Prvačino in Ajdovščino.